# فارینگدون
latitudeفارینگدونlongitudeفارینگدون
فارینگدون (به انگلیسی: Faringdon) یک شهرک و شهر بازاری در بریتانیا است که در انگلستان واقع شده‌است.

## خصوصیات
فارینگدون ۶٬۱۸۷ نفر جمعیت دارد.

## خواهرخوانده
شهر Le Mêle-sur-Sarthe خواهرخواندهٔ فارینگدون هست.